# Facet od WF-u
Facet od WF-u (ang. Mr. Woodcock) – amerykańska komedia z 2007 roku w reżyserii Craiga Gillespiego.

## Fabuła
Jako dziecko John Farley nie znosił lekcji WF-u oraz nauczyciela tego przedmiotu Jaspera Woodcocka. Po latach wracają do niego traumatyczne wspomnienia. Okazuje się, że jego matka, Beverly, zamierza wyjść za mąż za demonicznego pedagoga. Już samo wspomnienie zajęć z nim jest dla Johna bolesne, a co dopiero świadomość, że staną się rodziną. John postanawia pokrzyżować matrymonialne plany swojej matki.

## Obsada
- Billy Bob Thornton jako Jasper Woodcock
- Seann William Scott jako John Farley
- Susan Sarandon jako Beverly Farley
- Ethan Suplee jako Nedderman
- Amy Poehler jako Maggie Hoffman
- Melissa Sagemiller jako Tracy Detweiller
- Bill Macy jako ojciec pana Woodcocka
- Tyra Banks jako ona sama

i inni